# ميمي تاتشيكاوا
مي المعروفة بالنسخة اليابانية بـميمي تاتشيكاوا (باليابانية: 太刀川 ミミ، بالروماجي: Tachikawa Mimi)، هي شخصية خياليّة في مسلسل الانمي الشهير ديجيمون والمعروف باللغة العربية بأبطال الديجيتال، وُلِدت في 28 فبراير عام 1989، مّ فتاةٌ يابانية تعيش مع والديّها في مدينة أودايبا في طوكيو وتعتبر ميّ فتاةً مُدللة وتُحب الرفاهيّة وتكره القتال، كانت أحد الشخصيات الرئيسية في السلسلة الأولى وسلسلة الأفلام ديجيمون أدفنتشر تراي وأحد الشخصيات الثانوية في السلسلة الثانية.

## التسلسل الزمني للأحداث

### فيلم: ديجيمون أدفنتشر (1995)
في عام 1995 كانت ميمي تعيش مع والديّها كيسوكو وساتوي في حيّ هيكاريغاوكا عندما كانت تبلغ من العمر ست سنوات، وفي إحدى الليالي شاهدت المعركة التي حدثت ما بين قريمون وباروتمون (صنديد والطائر)، وبسبب هذه المعركة انتقلت عائلتها للسكن في أودايبا.

### مُسلسل: أبطال الديجيتال الجُزء الأول (1999)
في ظهيرة يوم 1 أغسطس عام 1999 كانت ميمي مع الأولاد في المُخيّم الصيفي في النشاط الذي أقامته مدرسة أودايبا الابتدائية، امتص التيار الغريب ميمي مع بقيّة الأولاد إلى العالم الرقميّ، كانت ميمي في بدايّة الأمر مُستاءة من وجودها لإنها كانت معتادة على حياة الرفاهيّة في بيت والديّها، إلا أنها في نهاية الأمر اعتادت على ذلك.
تعرفت ميمي على مٌرافقتها بالمون (زهرة)، وتعرفت على هدف مجيئها إلى العالم الرقميّ رفقة الأولاد المُتبقين، وخاضت عدة معارك مع الكثير من الوحوش مثل ديفيمون ( الخفاش) وإيتيمون (قردون)، ثم عادت مرةً أخرى إلى العالم الرقميّ لإيجاد البطل الثامن، والتي كانت في نهاية الأمر هيكاري (هند) الشقيقة الصُغرى لتايتشي (أمجد).
بعد أن ساهمت مع الأولاد في القضاء على فامديمون (الوطواط) وإيجاد البطل الثامن، عادت مرةً أخرى إلى العالم الرقميّ، وخاضت مُعارك مع سادة الظلام، وانتصرت عليهم مع البقيّة، قبل أن تواجه آخر عدو وهو أبوكاليمون (جنجل) وهو أخطر عدو والمُتسبب في صُنع قوى الشر، لتستطيع في النهاية وبمُساعدة الجميع من القضاء عليه، وتعود مرةً أخرى إلى أودايبا

### فيلم: ديجمون أدفنتشر «لعبتنا الحربية» (2000)
في 4 مارس عام 2000 كانت ميمي تقضي إجازتها في هاواي ولم تكن موجودة في أودايبا، وبالتالي فهي لم تُدرك المعركة التي حدثت بين الأولاد والفايروس داخل بيانات الحاسوب.

### ما بين مارس 2000 و2002
في مايو عام 2000 عادت ميمي مع أبطال الديجيتال إلى العالم الرقمي بطلبٍ من جيناي (زاجل)، من أجل تحرير القوة التي تحمي عالم الديجيتال لإصلاح تشويه العالم الرقمي، وذلك عن طريق طاقات القلائد، ونتيجةً لذلك فإن أبطال الديجيتال فقدوا القدرة على التطوّر إلى المُستوى المثالي.
في أغسطس 2001 انتقلت ميمي للعيش إلى مدينة نيويورك مع والديّها، حيث شهدت أحداث الهجمات الإرهابية في 11 سبتمبر، وقامت بمُساعدة المُصابين هناك.

### أبطال الديجيتال الجُزء الثاني (2002)
في 2002 كانت ميمي مُتأقلمة جداً على الحياة في نيويورك، ولكنها افتقدت إلى الحياة اليابانية وأصدقائها، خلال الأسبوع الذهبي في اليابان أي ما بين نهاية أبريل وبداية مايو، عادت ميمي إلى اليابان من أجل زفاف ابن عمها، وعندما تجوّلت في مدرسة أودايبا الابتدائية من أجل استعادة الذكريات، وبالصدفة شاهدت هيكاري (هند) وتاكيرو (وسيم) والأبطال الجُدد في مختبر الحاسوب قبل تنقلهم إلى العالم الرقمي بواسطة البوابة الرقميّة، وعندها فهمت كل القصة، وفهمت أن هُناك أبطالاً جُدد، وعودة الشر إلى العالم الرقميّ، فيما بعد، تُفتح البوابة الرقميّة في نيويورك مما جعلها تنتقل إلى العالم الرقميّ في أكثر من مُناسبة.
في صيف 2002 وأثناء صراع الأولاد مع الإمبراطور عندما أتى تاكيرو وهيكاري إلى نيويوركنيويورك لزيارتها ومن أجل فك أزمة ويلس، وأثناء ذلك حدث شيء غريب. ذهبت إلى كشك الهاتف لربط الكمبيوتر المحمول لاختبار الاتصال، ولكنها اختفت بعد بضع دقائق. وتجد نفسها مع بقية الأبطال الخمسة في المُغامرة الأولى في مكان غريب ومعزول، قبل أن يخرجوا منها بفضل هيكاري وتاكيرو.(هذه الأحداث عُرضت في فيلم: هبوط الإعصار).
وفي 1 أغسطس 2002 عادت ميمي مرةً أخرى إلى طوكيو للاحتفال مع البقيّة في ذكرى أودايبا.

### ما بين 2002 ومارس 2003
في 14 فبراير 2003 كانت ميمي في المتجر رفقة سورا (سمر) وهيكاري في المتجر بعد أن أصبحوا رهينة لأحد الأشرار ويُدعى بولتمون، لكنهم في النهاية نجحوا في تطوير مُرافقيهم باستخدام بيوض الديجيتال.

### فيلم: ديجيمون أدفنتشر 2 «الإنتقام من دايبرومون» (2003)
في مارس 2003 سافرت ميمي إلى اليابان عبر الطائرة، وفي وقت لاحق شوهدت في المٌختبر برفقة كوشيرو وتايتشي وهيكاري.

### ما بين مارس 2003 و2005
في صيف 2003 كانت ميمي تقضي العطلة في نيويورك، هبت عاصفة ثلجيّة، وكانت برفقة إثنيّن من الأطفال المختارين في نيويورك وهم ويلس وديفيس، لتُشاهد مخلوقاً غريباً يُشبه اليراعات المضيئة، في نهاية المطاف، كان هذا المخلوق يريد ديفيس ليكون شريكاً له، وتم اختيار الشريك له من قبل الأولاد الثلاثة.

### ديجيمون أدفنتشر تراي (2005)
في عام 2005 ميمي تكون ضمن أبطال الديجيتال الذي يُقاتلون إحدى الوحوش الرقميّة الذي ظهرت من أجل هدف ما، وهو القضاء على مُرافق رقمي لفتاة تُدعى مييكو والتي في النهاية تظهر أنها أحد أبطال الديجيتال الجدد. ثم تتوالى الأحداث ليواجهون إنسان بشرياً يُعتقد بأنه كين (يزن) الذي عاد إلى شخصية الإمبراطور، ويقوم بخطف ميكومون مرافق مييكو، والذي تم استعادته في النهاية بعد أن قامت ميمي رفقة جو (زينّ) من مُقاتلته.

### 2027
في عام 2027 وبعد مرور 28 عاماً على أحداث المغامرة الأولى تصبح ميمي متزوجة وأماً لطفل صغير، وتصبح إخصائية تغذية مشهورة.

## مرافقتها الرقمية
| الاسم   | نوع التطور | المستوى | معلومات | الصورة |
| ------- | ---------- | ------- | --- | ------ |
| يورامون | تكوين      | جنين    | هو مخلوقٌ رقميّ أرجواني، يٌحيطه شعر رمادي كثيف، ذو عيون سوداء. |        |
| تانيمون | إرتقاء     | رضيع    | هو مخلوقٌ رقميّ يُشبه نبات التين. برأسه نبتة مٌتفرعة، لونه أخضر وأبيض. |        |
| بالمون  | إرتقاء     | طفل     | هي ملخوقٌ نباتي أخضر، تملك وردة متفتحة أرجوانيّة في رأسها، تمتص الماء والعناصر الغذائية عبر جذورها تحت الأرض، تملك في يدها حبال تُقيّد بها أعدائها.                                              |        |
| توقيمون | إرتقاء     | بالغ    | هي صبارةٌ عملاقة، تُطلق أشواكاً حادة وسريعة على خصومها، ولها قفازات مُلاكمة، على خلاف بقيّة المُستويات فإنها تبدو عنيفة بشكلٍ أكبر، من مميزاتها بجانب إطلاق الأشواك سُرعة وقوة اللكمات على خصومها.   |        |
| ليليمون | إرتقاء     | مثالي   | تُشبه جنيةً على شكل وردة، لها القُدرة على الطيران، تملك عدة أسلحةً مُتعددة منها مدفع الورد، وطوق الأزهار حيث يُمكّن طوق الأزهار من تخلص الوحش الرقميّ من الفيروسات الضارة، فيُصبح طيباً على عكس سابقه. |        |
| روزمون  | إرتقاء     | أقصى    | تُشبه امرأة حسناء لديها قناع أحمر مثل الورد، اسمها من الورد الفرنسي (Rosa gallica) وهو أحد أنواع الورود، لديها جوانح خلفيّة طويلة وبيضاء.                                                      |        |